# Bão tại Bangladesh năm 1991
Xoáy thuận Bangladesh 1991 (định danh IMD: BOB 01, định danh JTWC: 02B) nằm trong số các xoáy thuận nhiệt đới gây thiệt hại nhân mạng cao nhất từng ghi nhận được. Tối ngày 29 tháng 4 năm 1991, một xoáy thuận nhiệt đới mạnh tấn công huyện Chittagong thuộc miền đông nam của Bangladesh với sức gió khoảng 250 km/h (155 mph). Bão gây ra sóng cao 6 mét ập vào đất liền trên một diện tích rộng, làm thiệt mạng ít nhất 138.000 người và khiến tới 10 triệu người mất nhà cửa.

## Lịch sử khí tượng học
Ngày 22 tháng 4 năm 1991, một khu vực gió tây và có mây phủ liên tục trong vùng xích đạo tại Bắc Ấn Độ Dương sinh ra một nhiễu động nhiệt đới lớn trên vịnh Bengal. Hệ thống sau đó được Cục Khí tượng Ấn Độ tuyên bố là một khu vực áp thấp vào ngày 24 tháng 4, khi khối mây có liên hệ với hệ thống bao trùm hầu hết vịnh Bengal.
Cơn bão nhiệt đới tiếp tục di chuyển chậm về phía tây bắc, dần mạnh lên thành một bão cấp xoáy thuận vào ngày 27. Xoáy thuận di chuyển giữa một hệ thống áp cao ở tây bắc và đông của nó, và do gặp phải gió tây nên xoáy thuận chuyển hướng đông bắc. Gió tây làm tăng cường độ của xoáy thuận, và cộng thêm nhiệt độ nước biển ấm khiến xoáy thuận dần tăng cường thành một đại cuồng phong vào ngày 28.
Vào ngày 28 và 29, hệ thống tăng tốc về phía bắc-đông bắc, xoáy thuận nhanh chóng mạnh thêm thành một xoáy thuận 160 mph, tương đương cuồng phong cấp 5. Cũng trong ngày 29, xoáy thuận đổ bộ không xa về phía nam của thành phố Chittagong khi suy yếu thành cấp 4, 155 mph. Bão nhanh chóng suy yếu trên đất liền, và tan vào ngày 30 tại Đông Nam Á.

## Tác động

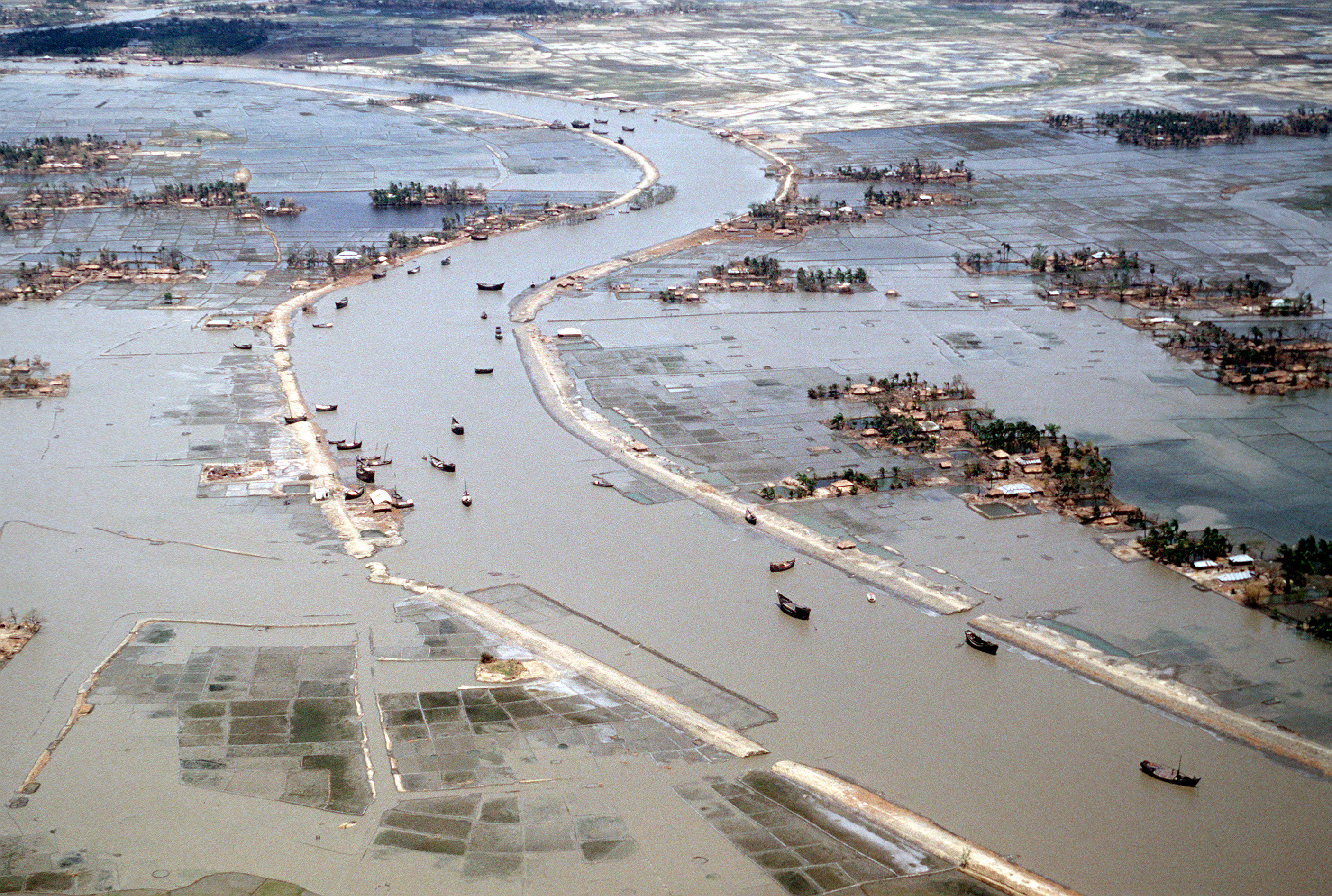
Ngập lụt quanh sông Karnaphuli tại Bangladesh

Ít nhất 138.000 người thiệt mạng trong cơn bão, với khoảng 25.000 người thiệt mạng tại Chittagong, 40.000 người tại Banshkali và 8.000 người tại Kutubdia. Hầu hết trường hợp tử vong là do đuối nước, tỷ lệ tử vong cao nhất là trong lứa tuổi trẻ em và người già. Mặc dù các nơi trú tránh bão được xây dựng sau xoáy thuận Bhola 1970, song nhiều người chỉ được cảnh báo trước vài tiếng và không biết đi đâu để trú. Những người khác biết về bão song từ chối sơ tán vì họ cho rằng bão sẽ không nguy hiểm như dự báo. Mặc dù vậy, ước tính có trên 2 triệu người đã tản cư từ các khu vực nguy hiểm nhất, có lẽ đã làm giảm bớt đáng kể thiệt hại.
Các cư dân đảo Sonodia bị tiêu chảy do uống nước nhiễm bẩn, nhiễm trùng đường hô hấp và tiết niệu, ghẻ và nhiều tổn hại khác khi chỉ có gạo để ăn và nước uống nhiễm bẩn. Trong số mười giếng trên đảo, chỉ có một giếng là cung cấp được nước sạch.
Bão gây thiệt hại ước tính đạt 1,5 tỷ USD năm 1991. Gió mạnh và sóng bão tàn phá đường bờ biển. Mặc dù có một con đê bê tông tại vị trí gần cửa sông Karnaphuli tại Patenga, song bị sóng bão cuốn đi. Xoáy thuận nhổ một cần trục 100 tấn khỏi cảng Chittagong, và đập tan nó vào cầu sông Karnaphuli. Một lượng lớn thuyền bị mắc cạn. Các căn cứ của Hải quân và Không quân Bangladesh tại Chittagong cũng bị tấn công mạnh. Căn cứ Hải quân Isha Khan tại Patenga bị ngập, các tàu bị thiệt hại nặng. Hầu hết máy bay chiến đấu của không quân bị hư hại. Khoảng 1 triệu căn nhà bị tàn phá, khiến khoảng 10 triệu người mất nhà ở. Thiệt hại trên quy mô rộng khiến giá vật liệu xây dựng tăng rất cao.
Ba đến bốn tuần sau khi bão tan, xói lở đất hàng loạt khiến thêm nhiều nông dân mất đất, do đó số người thất nghiệp tăng lên. Trong một số khu vực có đến 90% cây trồng bị quét sạch. Các trang trại nuôi tôm và ngành công nghiệp muối bị tàn phá.

## Khắc phục hậu quả

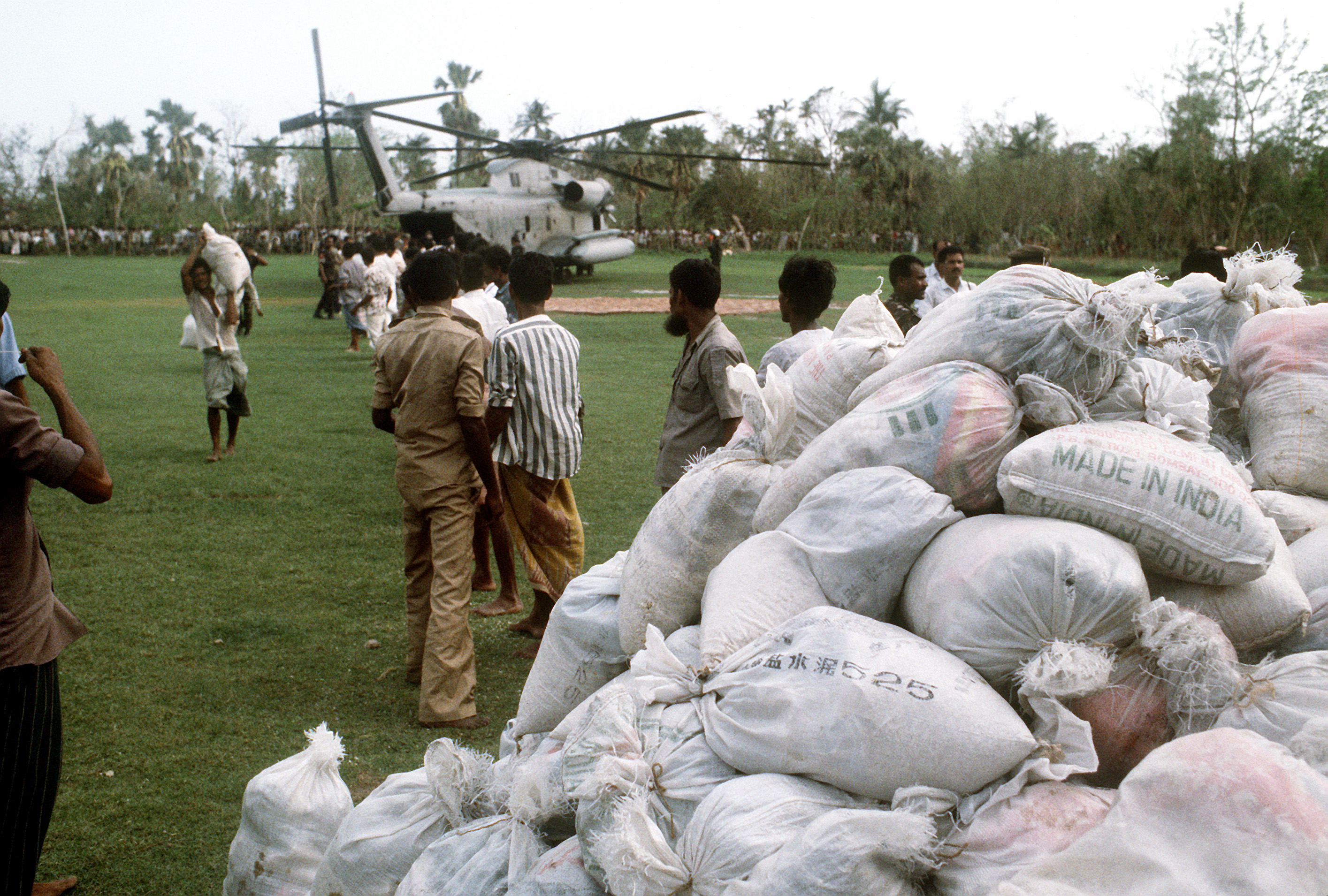
Người Bangladeshi dỡ hàng cứu trợ quốc tế từ một máy bay trực thăng của Hoa Kỳ.

Đơn vị đặc nhiệm đổ bộ của Hoa Kỳ, gồm 15 tàu và 2.500 binh sĩ, đang trở về Hoa Kỳ sau Chiến tranh Vùng Vịnh được chuyển hướng đến vịnh Bengal để cung cấp cứu trợ cho ước tính 1,7 triệu nạn nhân còn sống. Đây là một phần trong Chiến dịch Sea Angel, một trong các nỗ lực quân sự cứu trợ tai họa lớn nhất từng được tiến hành, với sự tham gia của cả Anh, Trung Quốc, Ấn Độ, Pakistan, và Nhật Bản.
Chiến dịch Sea Angel bắt đầu vào ngày 10 tháng 5 năm 1991 khi Tổng thống Hoa Kỳ George H. W. Bush chỉ thị quân đội cung cấp hỗ trợ nhân đạo. Một đơn vị đặc nhiệm liên hiệp dự phòng dưới quyền chỉ huy của Henry C. Stackpole, gồm trên 400 thủy quân lục chiến và 3000 thủy thủ, sau đó được phái đến Bangladesh để cung cấp thực phẩm, nước uống, và chăm sóc y tế cho gần hai triệu người. Các nỗ lực của binh sĩ Hoa Kỳ, với 3.300 tấn vật tư, đã cứu nguy cho 200.000 người. Cứu trợ đến với các khu vực duyên hải và đảo thấp chịu tác động mạnh của vịnh Bengal bằng máy bay trực thăng, thuyền và tàu đổ bộ.
Quân đội Hoa Kỳ cũng cung cấp các đội y tế và kỹ thuật để làm việc cùng các đối tác Bangladesh và các tổ chức cứu trợ quốc tế để điều trị cho những người còn sống và chế ngự một đợt bùng phát dịch tiêu chảy. Các nhà máy lọc nước được xây dựng và tỷ lệ mắc tiêu chảy trong cư dân giảm xuống đến mức thấp hơn cả trước khi xảy ra xoáy thuận.
Sau khi lực lược đặc nhiệm rời đi, 500 nhân viên quân sự, hai máy bay chở hàng C-130, năm máy bay trực thăng Blackhawk và bốn tàu đổ bộ nhỏ từ lực lượng đặc nhiệm vẫn ở lại để giúp hoàn thành các chiến dịch cứu trợ tại các khu vực xa xôi và tái thiết các kho hàng. Tàu đổ bộ USS St. Lous (LKA-116) đưa lượng lớn thuốc truyền qua tĩnh mạch từ Nhật Bản để viện trợ cho hoạt động điều trị các nạn nhân của xoáy thuận.